# Förenta nationernas generalsekreterare
Förenta nationernas generalsekreterare är organisationens främste representant och är chef för FN-sekretariatet. 
FN:s nuvarande generalsekreterare är António Guterres från Portugal. Han är generalsekreterare sedan 1 januari 2017 och efterträdde Ban Ki-Moon från Sydkorea. 

## Uppdrag
FN-stadgan beskriver generalsekreterarens roll som en chefstjänsteman för hela FN. Generalsekreteraren skall handla i denna egenskap och utföra sådana uppgifter som lämnas till vederbörande från säkerhetsrådet, generalförsamlingen, Unesco och andra FN-organ. Enligt organisationens stadga skall också generalsekreteraren fästa säkerhetsrådets uppmärksamhet på sådana ärenden som enligt generalsekreterarens åsikt kan hota den internationella freden och säkerheten.

## Lista över Förenta Nationernas generalsekreterare
| Nr   | Porträtt | Period              | Namn                    | Hemland        | Not         |
| ---- | -------- | ------------------- | ----------------------- | -------------- | ----------- |
| tf   |          | 1945–1946           | Sir Gladwyn Jebb        | Storbritannien | [ 3 ]       |
| 1    |          | 1946–1952           | Trygve Lie              | Norge          | [ 1 ] [ 3 ] |
| 2    |          | 1953–1961           | Dag Hammarskjöld        | Sverige        | [ 1 ] [ 3 ] |
| tf 3 |          | 1961–1962 1962–1971 | U Thant                 | Myanmar        | [ 1 ] [ 3 ] |
| 4    |          | 1972–1981           | Kurt Waldheim           | Österrike      | [ 1 ] [ 3 ] |
| 5    |          | 1982–1991           | Javier Pérez de Cuéllar | Peru           | [ 1 ] [ 3 ] |
| 6    |          | 1992–1996           | Boutros Boutros-Ghali   | Egypten        | [ 1 ] [ 3 ] |
| 7    |          | 1997–2006           | Kofi Annan              | Ghana          | [ 1 ] [ 3 ] |
| 8    |          | 2007–2016           | Ban Ki-moon             | Sydkorea       | [ 1 ] [ 3 ] |
| 9    |          | 2017–sittande       | António Guterres        | Portugal       | [ 3 ]       |

Trots FN:s mål om en mer jämlik organisation gällande könsfördelningen så har ingen av de hittills nio generalsekreterarna varit en kvinna. Idag[när?] består 75 % av organisationen av män, men det finns ett mål även i det internationella samfundet att en kvinna skall ersätta António Guterres position. Kampanjen startad av UN Women har föreslagit kandidater där bland annat Vesna Pusić från Kroatien är högt rankad.